# Rothesay Open Nottingham 2022
Rothesay Open Nottingham 2022, známý také pod názvem Nottingham Open 2022, byl společný tenisový turnaj mužského okruhu ATP Challenger Tour a ženského okruhu WTA Tour, který se odehrával v Nottingham Tennis Centre na otevřených travnatých dvorcích v britském Nottinghamu. Konal se od 4. do 12. června 2022 jako 26. ročník mužské části a 11. ročník ženské poloviny turnaje. Generálním partnerem se poprvé stal největší britský specialista na penzijní připojištění Rothesay.
Mužská polovina s rozpočtem 134 920 eur se stala součástí ATP Challenger Tour v nejvyšší Category 125. Ženská část dotovaná 239 477 dolary patřila do kategorie WTA 250. Počet ženských singlistek se po roce opět vrátil ze čtyřiceti osmi na třicet dva hráček. Nejvýše nasazenými v singlových soutěžích se stali třicátý pátý hráč světa Daniel Evans z Velké Británie, a mezi ženami světová pětka Maria Sakkariová z Řecka. Jako poslední přímí účastníci do dvouher nastoupili 229. tenista pořadí, Slovák Lukáš Lacko, a 139. žena klasifikace Američanka Katie Volynetsová.
V důsledku invaze Ruska na Ukrajinu na konci února 2022 řídící organizace tenisu ATP, WTA a ITF s grandslamy rozhodly, že ruští a běloruští tenisté mohli dále na okruzích startovat, ale do odvolání nikoli pod vlajkami Ruska a Běloruska.
Devátý singlový titul na challengerech vyhrál 32letý Daniel Evans, jenž navázal na triumf z roku 2019. Premiérové turnajové vítězství na okruhu WTA Tour vybojovala 26letá Brazilka Beatriz Haddad Maiová, která opanovala dvouhru. S Číňankou Čang Šuaj následně přidala trofej z deblové soutěže. Po Bartyové se tak stala druhou tenistkou probíhající sezóny, která zkompletovala tzv. „double“. Australanka obě soutěže ovládla na lednovém Adelaide International. V mužské čtyřhře vyhráli Britové Jonny O'Mara s Kenem Skupskim, kteří získali třetí společnou trofej. Skupski si z Nottinghamu odvezl čtvrtou trofej.

## Rozdělení bodů a finančních odměn

### Rozdělení bodů
| Soutěž       | Soutěž       | vítězové | finalisté | semifinalisté | čtvrtfinalisté | 16 v kole | 32 v kole | Q | Q2 | Q1 |
| ------------ | ------------ | -------- | --------- | ------------- | -------------- | --------- | --------- | - | -- | -- |
| dvouhra mužů | [ 3 ] [ 8 ]  | 125      | 75        | 45            | 25             | 10        | 0         | 5 | 2  | 0  |
| čtyřhra mužů | [ 9 ]        | 125      | 75        | 45            | 25             | 0         | —         | — | —  | —  |
| dvouhra žen  | [ 2 ] [ 10 ] | 280      | 180       | 110           | 60             | 30        | 1         | — | 12 | 1  |
| čtyřhra žen  | [ 11 ]       | 280      | 180       | 110           | 60             | 1         | —         | — | —  | —  |

### Finanční odměny
| Soutěž                                | Soutěž       | vítězové | finalisté | semifinalisté | čtvrtfinalisté | 16 v kole | 32 v kole | Q2      | Q1      |
| ------------------------------------- | ------------ | -------- | --------- | ------------- | -------------- | --------- | --------- | ------- | ------- |
| dvouhra mužů                          | [ 3 ] [ 8 ]  | 18 290 € | 10 770 €  | 6 370 €       | 3 710 €        | 2 180 €   | 1 320 €   | 330 €   | 660 €   |
| dvouhra žen                           | [ 2 ] [ 10 ] | 33 200 $ | 19 750 $  | 11 000 $      | 6 200 $        | 3 800 $   | 2 725 €   | 2 000 $ | 1 300 $ |
| čtyřhra mužů                          | [ 9 ]        | 7 870 €  | 4 570 €   | 2 740 €       | 1 630 €        | 920 €     | —         | —       | —       |
| čtyřhra žen                           | [ 11 ]       | 12 000 $ | 6 700 $   | 3 950 $       | 2 350 $        | 1 800 $   | —         | —       | —       |
| částka ve čtyřhrách je uvedena na pár |              |          |           |               |                |           |           |         |         |

## Dvouhra mužů

### Nasazení
| Stát                           | Hráč               | ATP  | Nasazení |
| ------------------------------ | ------------------ | ---- | -------- |
| Spojené království             | Dan Evans          | 32.  | 1.       |
| Česko                          | Jiří Veselý        | 73.  | 2.       |
| Austrálie                      | Jordan Thompson    | 82.  | 3.       |
| Austrálie                      | John Millman       | 91.  | 4.       |
| Austrálie                      | Alexei Popyrin     | 102. | 5.       |
| Španělsko                      | Fernando Verdasco  | 107. | 6.       |
| USA                            | Jack Sock          | 109. | 7.       |
| Švýcarsko                      | Marc-Andrea Hüsler | 119. | 8.       |
| Žebříček ATP k 23. květnu 2022 |                    |      |          |

### Jiné formy účasti
Následující hráči obdrželi divokou kartu do hlavní soutěže:
- Dan Evans
- Alastair Gray
- Paul Jubb

Následující hráč obdržel do hlavní soutěže zvláštní výjimku:
- Jordan Thompson

Následující hráč nastoupil do hlavní soutěže jako náhradník:
- Duje Ajduković

Následující hráči postoupili z kvalifikace:
- Antoine Bellier
- Marius Copil
- Daniel Cox
- Jason Jung
- Henri Squire
- Otto Virtanen

## Mužská čtyřhra

### Nasazení
| Stát                                                                                    | Hráč                | Stát               | Hráč               | ATP  | Nasazení |
| --------------------------------------------------------------------------------------- | ------------------- | ------------------ | ------------------ | ---- | -------- |
| Itálie                                                                                  | Andrea Vavassori    | Polsko             | Szymon Walków      | 172. | 1.       |
| Indie                                                                                   | Ramkumar Ramanathan | Austrálie          | John-Patrick Smith | 185. | 2.       |
| Spojené království                                                                      | Jonny O'Mara        | Spojené království | Ken Skupski        | 206. | 3.       |
| USA                                                                                     | William Blumberg    | Thajsko            | Treat Conrad Huey  | 253. | 4.       |
| Žebříček ATP k 23. květnu 2022; číslo je součtem žebříčkového postavení obou členů páru |                     |                    |                    |      |          |

## Ženská dvouhra

### Nasazení
| Stát                           | Hráčka                | WTA | Nasazení |
| ------------------------------ | --------------------- | --- | -------- |
| Řecko                          | Maria Sakkariová      | 3.  | 1.       |
| Spojené království             | Emma Raducanuová      | 12. | 2.       |
| Itálie                         | Camila Giorgiová      | 30  | 3        |
| Čína                           | Čang Šuaj             | 41. | 4.       |
| Austrálie                      | Ajla Tomljanovićová   | 42. | 5.       |
| USA                            | Alison Riskeová       | 43. | 6.       |
| Brazílie                       | Beatriz Haddad Maiová | 48. | 7.       |
| Polsko                         | Magda Linetteová      | 52. | 8.       |
| Žebříček WTA k 23. květnu 2022 |                       |     |          |

### Jiné formy účasti
Následující hráčky obdržely divokou kartu do hlavní soutěže:
- Jodie Burrageová
- Sonay Kartalová
- Emma Raducanuová
- Maria Sakkariová

Následující hráčka nastoupila do hlavní soutěže pod žebříčkovou ochranou:
- Tatjana Mariová

Následující hráčky postoupily z kvalifikace:
- Katie Boulterová
- Cristina Bucșová
- Katarzyna Kawaová
- Juriko Mijazakiová
- Eden Silvaová
- Darja Snigurová

### Odhlášení
před zahájením turnaje
- Sorana Cîrsteaová → nahradila ji  Katie Volynetsová
- Alizé Cornetová → nahradila ji  Rebecca Marinová
- Ons Džabúrová → nahradila ji  Ču Lin
- Sofia Keninová → nahradila ji  Heather Watsonová
- Ana Konjuhová → nahradila ji  Tatjana Mariová
- Jessica Pegulaová → nahradila ji  Wang Čchiang
- Elena-Gabriela Ruseová → nahradila ji  Donna Vekićová
- Clara Tausonová → nahradila ji  Harriet Dartová

## Ženská čtyřhra

### Nasazení
| Stát                                                                                    | Hráčka                | Stát             | Hráčka              | WTA | Nasazení |
| --------------------------------------------------------------------------------------- | --------------------- | ---------------- | ------------------- | --- | -------- |
| Brazílie                                                                                | Beatriz Haddad Maiová | Čína             | Čang Šuaj           | 38  | 1        |
| USA                                                                                     | Asia Muhammadová      | Japonsko         | Ena Šibaharaová     | 46  | 2        |
| Japonsko                                                                                | Šúko Aojamová         | Čínská Tchaj-pej | Čan Chao-čching     | 54  | 3        |
| USA                                                                                     | Caroline Dolehideová  | Rumunsko         | Monica Niculescuová | 60  | 4.       |
| Žebříček WTA k 23. květnu 2022; číslo je součtem žebříčkového postavení obou členů páru |                       |                  |                     |     |          |

### Jiné formy účasti
Následující pár nastoupil z pozice náhradníka:
- Cristina Bucșová /  Maddison Inglisová

### Odhlášení
před zahájením turnaje
- Monica Niculescuová /  Elena-Gabriela Ruseová → nahradily je  Caroline Dolehideová /  Monica Niculescuová
- Sü I-fan /  Jang Čao-süan → nahradily je  Alicia Barnettová /  Olivia Nichollsová

## Přehled finále

### Mužská dvouhra
- Daniel Evans vs.  Jordan Thompson, 6–4, 6–4

### Ženská dvouhra
- Beatriz Haddad Maiová vs.  Alison Riskeová, 6–4, 1–6, 6–3

### Mužská čtyřhra
- Jonny O'Mara /  Ken Skupski vs.  Julian Cash /  Henry Patten, 3–6, 6–2, [16–14]

### Ženská čtyřhra
- Beatriz Haddad Maiová /  Čang Šuaj vs.  Caroline Dolehideová /  Monica Niculescuová, 7–6(7–2), 6–3